# حي البنوك (العراق)
حي البنوك هو أحد أحياء شمال شرق بغداد،   وهو جزء من منطقة البيضاء التابعة إداريا لقضاء الشعب، وهو من المناطق الجميلة وأصبحت بعد سقوط النظام العراقي السابق من المناطق التجارية ومن أهم أسواقها سوق الميثاق وسوق النداوي وشارع البانزين خانة (شارع الملكة حاليا).  
ولا يخفى على من سكن هذا الحي تنوع مشارب ومذاهب سكان هذا الحي منذ تأسيس هذا الحي عام 1967 وحتى يومنا هذا فقد سكن هذا الحي الإسلام (سنة وشيعة) ومسيح وصابئة وكلدان وأرثوذكس وبروتستانت كما سكنه عرب وكرد وفرس وتركمان وأرمن وآشوريون والقليل من الأجانب. كما كان هذا الحي مسرحاً للتنوعات السياسية على مختلف الأزمان التي مرت عليه فقد شهد حملات النظام السابق في ملاحقة وإعدام الشيوعيون وحزب الدعوة. ويرجع هذا التنوع إلى كون أن أساس توزيع أراضي هذا الحي كان على موظفي البنوك الحيز الممتد من شارع القناة وحتى شارع جمعية الميثاق والذي يمثل اليوم محلة 319 وتبلغ مساحة جميع الأراضي الداخلة ضمن هذا الحيز 600 متر مربع، كما تم توزيع الأراضي الممتدة من خلف جمعية الميثاق وحتى حي أور على المحامين.

## الأبنية
تضم منطقة البنوك عدة جوامع وكنسية. فقد كان النشاط السياسي المتأجج في هذا الحي هدفاً للدوائر الأمنية في ذلك الوقت فقد تم تحويل ساحة كرة القدم المخصصة لنشاطات (اتحاد البنوك الأهلي لكرة القدم) لإقامة جامع عبد الله بن عمر الذي تم الانتهاء عام 1989.

## وصف تأريخي واجتماعي للحي
تعتبر منطقة البنوك من مناطق بغداد الجميلة والراقية وتقع من جهة الرصافة، تمتاز بان جميع دورها ذات مساحة متساوية 600م مربع تقريبا، وقد تم توزيعها في سنة 1967 لموظفي البنوك وقد سكنت منذ عام 1968 تقريبا، لم تكن شوارع حي البنوك مبلطة في بداياتها وكان العاقول وهو نبات بري يملا طرقات المنطقة. كما لم تكن هناك وسائط نقل حكومية (الباصات) لنقل الركاب داخل حي البنوك حيث كان باص رقم 101 والذي يمر داخل حي البنوك حيث يدخل من فتحة البنوك قرب مطعم البنوك ثم يتجه باتجاه تقاطع حي اور ومن ثم تقاطع نادي النفط وينعطف باتجاه شارع الكنيسة وكذلك باص رقم 76 الراشدية والذي كان يمر أيضا من نفس الشارع فيما كان باص 56 يمر من الشارع الثاني للقناة من جهة حي القاهرة مما يضطر أهالي حي البنوك لعبور جسور المشاة والممتدة على طول قناة الجيش إلى الجانب الآخر لركوب الباص. وكان هناك جسران واحد بامتداد شارع النداوي (سمي بشارع النداوي نسبة لسوق النداوي والذي بناه مهندس عراقي لقبه النداوي فسمي على اسمه في منتصف السبعينات) والثاني مقابل بيت السيد الوزير ثامر رزوقي وزير المالية السابق والذي يقع تقريبا مقابل ثانوية 30 تموز للبنات، بالإضافة إلى لذلك كانت هناك وسائط نقل أهلية من نوع مرسيدس كانت تنطلق من عند ساحة الزميج كما كانت تسمى، إلى منطقة الميدان أو باب المعظم وبالعكس واستمر هذا الحال ولمنتصف السبعينات أو نهايتها حيث اضيف باص 101 حي البنوك ليدخل إلى داخل المنطقة وكان خط سيره بنوك ساحة الطلائع، لم تحتو حي البنوك عند بداية انشائها اية مدرسة ابتدائية أو متوسطة أو ثانوية وكان أبناء وبنات المنطقة من الطلاب يضطرون للذهاب إلى مدارس خارج المنطقة للدراسة حيث كانت اقرب روضة هي روضة 7 نيسان والتي كانت ملاصقة ابتدائية التربية وهما يقعان في حي التربية كما كان يذهب البعض إلى ابتدائية البعث والتي تقع على الشارع المؤدي إلى حي الشعب قرب حي سومر بجوار جامع السادة النعيم حاليا وهي مدرسة ابتدائية صباحا وبعد الظهر كانت عبارة عن مدرسة متوسطة وكانت ذلك وضعا مؤقتا في ذلك الحين بسبب عدم وجود مدراس للطلاب في المنطقة، تم استئجار بيت بالقرب من سوق الميثاق حاليا والذي لم يكن موجود في ذلك الوقت ليكون مدرسة لأبناء منطقة حي البنوك لحين اكتمال مدرسة بغداد الابتدائية بموقعها الحالي وذلك في سنة 1974 وقد فتحت أبوابها في سنة 1975، اما بالنسبة لأول مدرسة متوسطة فكانت متوسطة التربية للبنين والتي بنيت بالعمل الشعبي والذي ساهم في بنائها أبناء المنطقة جميعا وكان مكانها خلف محطة تعبئة الوقود لحي البنوك حاليا وكانت تلك المنطقة تسمى بالدبخاين حيث كان هناك فيما مضى دبخانه لدبغ الجلود وكانت قد هدمت منذ زمن ولذا كانت تسمى تلك المنطقة بالدبخانة، لم يكن في بداية تكوين المنطقة سوى بضع محلات محل لرجل فلسطيني اخرجه من بيته وكان يدعى أبو اياد الفلسطيني ومحل ثاني يقع خلف مطعم أبو عمر حاليا والذي يقع خلف شارع النداوي يدعى محل آوانيس وهناك أسواق تسمى أسواق التساهل والتي تقع بالقرب من مدرسة دمشق الابتدائية حاليا وهي خارج حي البنوك تقريبا من جهة حي المستخدمين، تم اكساء حي البنوك بشكل كامل في بداية السبعينات وتم الانتهاء الكلي من الأرصفة والشوارع في بداية الثمانينات، أما البنية التحية من خدمات فقد كانت مكتملة من حيث الماء والكهرباء والتلفونات وماء ري الحدائق أو ما يسمى بالعراق الماء الخابط والذي كان يجلب عبر شبكة ري من قناة الجيش لغرض ري حدائق المنازل اما من ناحية المجاري فكان هناك نوعان واحدة للمياه الثقيلة ولجميع المنازل وأخرى لشبكة مياه الأمطار للطرق، لم يكن في المنطقة ولغاية الثمانينات أي دار عبادة حيث تبرع أبناء الديانة المسيحية من أبناء المنطقة واشتروا الأرض المقام عليها حاليا كنيسة القديس مار ماري والتي هي للكلدان، أما أول جامع افتتح في المنطقة فكان جامع عبد الله بن عمر وكان ذلك في بداية التسعينات تقريبا أما من أشهر الخطباء فيه فهو الدكتور محمد عياش الكبيسي والذي بسببه كان المسجد يكتظ بالمصلين حتى إن اسوار المسجد والدروب المؤدية له تمتلئ بالمصلين يوم الجمعة وكان المقرئ المنشد محمد ناصر العزاوي وهو من المقرئين المشهورين حاليا في العالم العربي والإسلامي والذي تفتخر حي البنوك به كونه أحد أبنائها. من أبرز الأحداث التي مرت بها حي البنوك هي في بداية أيام الحرب العراقية الإيرانية حيث التعتيم في الإنارة واعتقد أن بداية الانهيار الذي مر به العراق كان بعد تلك الحرب المأساوية والتي ذهب بسببها الكثير الكثير من أبناء منطقة حي البنوك رحمهم الله،
من الملاحظات التي تتضح جليا أن غالبية من سكن المنطقة كان أولادهم من أعمار متقاربة حيث أن الأغلب قد سجل في الابتدائية أو الروضة في سنة 67 ولغاية 1970 ولهذا أيضا فان الكثير من أبناء المنطقة قد تزوجوا من فتيات من نفس المنطقة، كما ومن الملاحظات أيضا ان ولغاية بداية الثمانينات لم تكن ما يسمى بالمشتملات أو الملحقات قد ظهرت من حدائق أو بيوت حي البنوك فقد كانت جميع المنازل تتمتع بالحدائق الجميلة التي تقع أمام دورها، كما أن الكثير قد أنشأوا الحدائق خارج سياج منازلهم وزرعها بالورود والعشب الأخضر وهي من الأمور النادرة الآن في المنطقة حسب ما اعتقد، كما أن ما يلفت الانتباه أن معظم العوائل كانت تتكون بين طفل واحد ولغاية 5 أبناء كحد أعلى وفي الغالب كان العدد لا يتجاوز الثلاثة أطفال، ومن الأمور الملفتة أيضا اهتمام أصحاب الدور من أهالي حي البنوك بحدائقهم وخصوصا يوم الجمعة كما وأن الكثير منهم قد عمل البيوت الزجاجية لزرع أنواع معينة من الورود وذلك في فترة السبعينات عندما كانوا يسافرون للخارج حيث كانوا يحرصون على جلب بعض أنواع الزهور الغريبة لإضافتها لحدائقهم.